# Банк-дворец А. Шафхаузена
Банк-дворец А. Шафхаузена (нем. A. Schaaffhausen'sche Bankpalais) — утраченное здание банковской ассоциации А. Шафхаузена в Кёльне, важного банка для Рейнской области и Рейнско-Вестфальской промышленной зоны в эпоху грюндерства. Здание названо в память крупного кёльнского банкира Авраама Шафхаузена, умершего в 1824 году.

## Положение
Здание банка находилось в центральной части Кёльна по адресу Унтер Заксенхаузен, 4. В настоящее время на этом месте построен и расположен другой банк.

## Описание
Здание внешне имело ясно выраженные очертания дворца и одновременно большую внутреннюю деловую зону. Фасад трехэтажного здания был разделен на девять осей, из которых боковые ризалиты занимали по одной оси. До реконструкции 1902 года на центральной оси находился портал, окруженный кариатидами. После реконструкции здание стало иметь два входа, по одному в каждом ризалите, обрамлённом кариатидами. Наверху был устроен балкон. Бывший центральный главный вход заложили кирпичом и устроили окно.

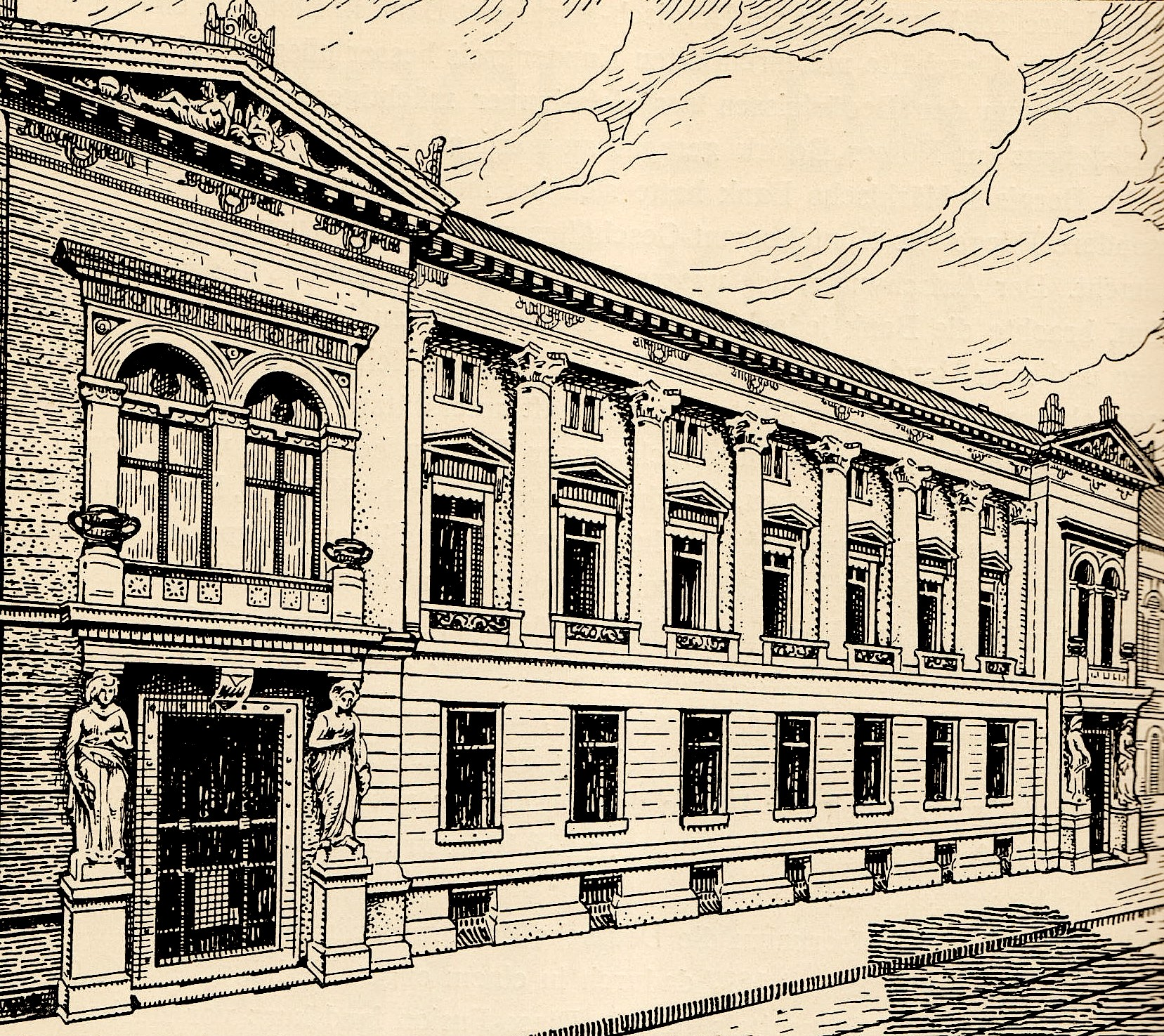
Здание банка между 1903-1945 гг.

Кариатиды были изображены с такими атрибутами, как книги и кисти, аллегориями науки и искусства. На панелях щипцов располагались мужские фигуры как аллегории промышленности и торговли. Два верхних этажа возвышались над рустованным первым этажом, соединеные в мощный порядок коринфскими колоннами. Большой бальный зал в гостиной банка был украшен широким фризом из путти. Здесь выделялись четыре темы: виноградарство и архитектура, ремёсла и сельское хозяйство, торговля и технологии, искусство и наука.
Когда банк открылся 22 августа 1863 года, публика была восхищена роскошными чертами итальянского Возрождения, чёрной мраморной внутренней лестницей и бальным залом с лепниной, огромным зеркалом, позолоченной мебелью, желтыми шёлковыми обоями и занавесями.
Сочетание форм классицизма с формами итальянского Возрождения должно было стать связью с далеким прошлым банковского дела. Архитектура в стиле классицизма напоминает банки храмовой античности. Формы итальянского Возрождения связаны с архитектурой ренессансных дворцов великих флорентийских банкиров.
Здание банка было разрушено при бомбардировках Кёльна в годы Второй мировой войны.